# Husby (film)
 For alternative betydninger, se Husby. (Se også artikler, som begynder med Husby)
Husby er en dansk kortfilm fra 2006 instrueret af Ulla Bay Lührssen.

## Handling
Sommer 1986. Husby, en lille landsby i Nordtyskland.
Det er Mette's første skoledag på den nye danske skole. Mette er ni år gammel, og hun drømmer tit. Jakob, hendes klassekammerat, overtaler Mette til at undersøge det hemmelige skab i klasseværelset. Ingen ved, hvad der er i skabet, men sammen går de på opdagelsesrejse i det hemmelige skab, og Mette begynder at drømme...

## Medvirkende
- Sofie Nielsen, Mette
- Jorrit Mandus Hansen, Jakob
- Hille Nestler, Lærerinde
- Jens Peter Petersen, Pedel